# دانيال ستيرن (محلل نفسي)
دانيال إن ستيرن (بالإنجليزية: Daniel N. Stern)‏ طبيب وأخصائي نفسي وباحث في علم النفس التطوري ومنظر تحليل نفسي أمريكي، وُلد في 16 أغسطس عام 1934. تخصص ستيرن في مجال مراحل نمو الطفل، وكتب العديد من المؤلفات، من أشهرها
يوميات طفل وولادة أم، الذين تحدث فيهما عن التغييرات النفسية لدى الأمهات أثناء الحمل والولادة وما بعدها، إضافة إلى كتابه الشهير عالم العلاقات البينية للرضععام 1985.
ابتكرت أبحاث وتصورات ستيرن عامي 1985 و1995 جسرًا بين التحليل النفسي والنماذج التنموية القائمة على الأبحاث. وتُوفي في 12 نوفمبر عام 2012.